# Conan el Bárbaro (película de 2011)
Conan el Bárbaro (Conan the Barbarian según su título original en inglés) es una película estadounidense de fantasía y aventuras de 2011 dirigida por Marcus Nispel y protagonizada por Jason Momoa, Rachel Nichols, Stephen Lang y Rose McGowan. Es la más reciente versión cinematográfica de las aventuras de Conan el Bárbaro, personaje creado por Robert Ervin Howard en 1932.
Tras haber comprado los derechos del personaje las productoras Millennium Media y Lionsgate, la película se realizó con la intención de presentar una nueva versión del personaje, pretendidamente más cercana a la obra de Robert E. Howard que a las películas de Arnold Schwarzenegger Conan el Bárbaro (1982) y Conan el Destructor (1984), aunque, a diferencia de las dos anteriores, esta resultó un fracaso de taquilla.

## Sinopsis
Trata sobre la historia de Conan el Cimmerio y sobre su lucha para vengar a su padre, asesinado por Khalar Singh, un cruel rey que si recupera la sangre de una "sangre pura" del antiguo linaje, se hará invencible. En el camino luchará contra monstruos, bestias y malvados guerreros para lograr su cometido.

## Trama
Conan es el hijo de Corin, que es un cacique bárbaro. Conan pasa las pruebas para convertirse en un guerrero y al mismo tiempo mata a los atacantes durante una emboscada. Regresa con la cabeza demostrando que es un guerrero habilidoso pero violento, a quien su padre cree que no está listo para blandir su propia espada. Su aldea es atacada por Khalar Zym, un señor de la guerra que desea reunir las piezas de la Máscara de Acheron para revivir a su esposa muerta y conquistar Hyboria. La máscara, creada por un grupo de hechiceros y utilizada para subyugar al mundo, se rompió en muchos pedazos, esparcidos entre las tribus bárbaras. Después de localizar la pieza de la máscara de Corin y asesinar a todo el pueblo, Zym se va. Conan, el único sobreviviente, jura venganza.
Años más tarde, Conan es un pirata pero aún busca venganza. Se encuentra con una colonia de esclavos y la libera matando a los manipuladores de esclavos. En la ciudad de Messantia, se encuentra con Ela-Shan, un ladrón perseguido por Lucius, uno de los soldados de Zym de años antes. Se deja capturar junto a Ela-Shan. Conan escapa del encarcelamiento, mata a varios de los guardias y se enfrenta a Lucius, lo que lo obliga a revelar que Zym busca a una chica, la descendiente de sangre pura de los hechiceros de Acheron; sacrificar al descendiente y usar sangre de la niña desatará el poder de la máscara. Conan ayuda a los prisioneros a escapar y Ela-Shan le dice a Conan que lo encontrará en la Ciudad de los Ladrones, Argalon. Lucius es asesinado por los prisioneros.
Zym y su hija, la hechicera Marique, atacan un monasterio para encontrar al descendiente de sangre pura. Al sentir que algo anda mal, Fassir, un monje anciano, le dice a una de sus estudiantes, Tamara, que huya y regrese a su lugar de nacimiento. Cuando Fassir se niega a revelar su conocimiento del descendiente, Zym lo mata. Marique mata a varias sacerdotisas. El carruaje de Tamara es perseguido por los hombres de Zym, pero Conan la rescata, mata a tres de sus perseguidores y captura a Remo. Después de obligarlo a revelar la importancia de Tamara como sangre pura, Conan catapulta a Remo al campamento cercano de Zym, matándolo.
Zym y Marique se enfrentan a Conan, que finge estar interesado en cambiar a Tamara por oro. Conan ataca a Zym, pero Marique invoca a soldados hechos de arena y envenena a Conan con una espada boomerang. Tamara lo rescata y regresan al barco de Conan, donde su amigo Artus ayuda a Conan a recuperarse. El barco es atacado por los hombres de Zym, que matan a varios de los hombres de Conan, pero son derrotados. Conan le ordena a Artus que regrese a Messantia con Tamara y parte para enfrentarse a Zym en su reino. Artus le dice a Tamara que Conan dejó un mapa y ella lo sigue, encontrándose con él en una cueva, donde tienen relaciones sexuales. Al día siguiente, cuando regresa al barco, los hombres y la hija de Zym la capturan.
Conan se entera de la captura de Tamara y se va a Argalon, donde le pide a Ela-Shan que lo ayude a irrumpir en el castillo de Zym. Zym se prepara para drenar la sangre de Tamara, reparando la máscara. Planea usar el cuerpo de la niña como recipiente para el alma de su esposa. Después de enfrentarse a un monstruo parecido a un pulpo que guarda las mazmorras y matar a sus manejadores, Conan se infiltra en los seguidores de Zym, mata a un guardia, roba su túnica y observa cómo Zym se pone la máscara empoderada. Conan libera a Tamara, y ella escapa mientras él lucha contra Zym, reclamando la espada que Marique le había robado a su padre. Marique ataca a Tamara, pero Conan escucha el grito de Tamara y le corta la mano. Tamara la patea en un pozo, donde es empalada. Zym jura vengarse de Conan.
Conan y Tamara están atrapados en un puente mientras Zym ataca. Utiliza el poder de la máscara para invocar el espíritu de su difunta esposa, Maliva, una poderosa hechicera, y su espíritu comienza a poseer el cuerpo de Tamara. Ella le ruega a Conan que la deje caer, pero él destruye el puente antes de saltar a un lugar seguro con Tamara. Zym cae en la lava gritando a su esposa.
Conan y Tamara escapan, y él la devuelve a su lugar de nacimiento, diciéndole que se volverán a encontrar. Él regresa al pueblo de Corin y le cuenta a la memoria de su padre que ha vengado su muerte y recuperó la espada que Marique le robó, devolviéndole el honor.

## Reparto
- Jason Momoa como Conan.
- Rose McGowan como Marique.
- Ron Perlman como Corin.
- Stephen Lang como Khalar Zym.
- Rachel Nichols como Tamara.
- Bob Sapp como Ukafa.
- Saïd Taghmaoui como Ela-Shan.
- Leo Howard como «Joven Conan» (Conan siendo aún niño).

## Producción
La película contó en un principio con un presupuesto estimado en unos 85 millones de dólares, aunque considerando los aportes de realizados originalmente por Brett Ratner antes de su renuncia se lo modificó en consecuencia. El rodaje tuvo lugar entre marzo y junio de 2010 en los estudios Nu Boyana, en Bulgaria. Por su alto nivel de violencia el 
Motion Picture Association of America film rating system («Sistema de Clasificación de Películas de la Asociación Cinematográfica de América») ha clasificado esta película en la calificación R (R-Rated, lo que significa que los menores de 18 años están autorizados a ir a verla solo si están acompañados por uno o más adultos).
Durante la fase de preproducción el título previsto era, simplemente, Conan, pero finalmente, en los primeros días de diciembre de 2010, se decidió que la película se titularía Conan the Barbarian («Conan el Bárbaro»), como la película protagonizada por Arnold Schwarzenegger en 1982.

### Dirección
Estaba previsto que el film fuera dirigido por Brett Ratner, pero los productores revocaron esta decisión para deliberar sobre otro posible director, lo que fue anunciado el 11 de mayo de 2009 en el sitio web IMDb. Finalmente el cineasta designado fue Marcus Nispel, quien asumió efectivamente el puesto de director de Conan a lo largo del año 2010.
En el comunicado publicado en mayo de 2009, IMDb también había anunciado que un año después del inicio del rodaje de Conan empezaría el rodaje de otra película ambientada en el mismo universo de ficción, la Era Hiboria. Esta película sería un remake de la película de 1985 titulada Red Sonja. El remake se titularía igual que la película de 1985 y su estreno estaría previsto para 2015 o 2016. Para más información, véase Red Sonja (película en curso de producción).